# فيكتور لافالي
فيكتور لافالي (بالإنجليزية: Victor LaValle)‏ (3 فبراير 1972 في نيويورك - ) روائي من الولايات المتحدة.

## الجوائز
- زمالة غوغنهايم
- Ernest J. Gaines Award for Literary Excellence [الإنجليزية]‏
- جوائز وايتنج
- الجوائز الأميركية للكتاب